# Zona muerta (álbum)
Zona muerta es el tercer álbum de la banda mexicana de thrash metal Transmetal lanzado en 1991 a través de Avanzada Metálica. 
Este trabajo muestra un estilo thrash metal, mezclado con el incipiente sonido death metal que el grupo terminaría adoptando. 
En este álbum no colabora Alberto Pimentel, ya que es sustituido por Alejandro González y las partes de guitarra son tocadas en su totalidad por Juan Partida. 
El disco fue producido por Eric Greif, ex manager del grupo Death.

## Lista de canciones
1. Invasores (03:53)
2. Tóxico industrial (03:38)
3. Tus días están contados (03:52)
4. Zona muerta (06:18)
5. Sufrimiento químico (04:05)
6. El único oscuro (04:25)
7. Predicción terrestre (04:28)
8. Mundo quemado (Dominios del Terror) (03:56)

## Integrantes
- Alejandro González - Voz
- Juan Partida Bravo - Guitarra
- Lorenzo Partida Bravo - Bajo
- Javier Partida Bravo - Batería